# 경상남도특수교육원
경상남도특수교육원(慶尙南道特殊敎育院)은 지방교육자치에 관한 법률 제32조에 따라 특수교육대상학생의 체험·수련활동과 일반학생의 장애이해 및 체험활동, 특수교육 관련 정책 연구 등을 위하여 경상남도교육청 산하에 설치된 소속기관이다.